# Gemeinsame Körperschaftsdatei
Die Gemeinsame Körperschaftsdatei (GKD) war eine deutschsprachige Normdatei zur Ansetzung von Namen von Körperschaften. Sie wurde vor allem zur Erschließung in Bibliotheken eingesetzt.
Die Gemeinsame Körperschaftsdatei entstand in den 1970er Jahren aus den Körperschaftsdaten der Zeitschriftendatenbank (ZDB). Sie wurde ebenso wie die Schlagwortnormdatei (SWD) und die Personennamendatei (PND) gemeinsam von der Deutschen Nationalbibliothek (DNB), der Bayerischen Staatsbibliothek, der Staatsbibliothek zu Berlin und seit 1997 der Österreichischen Nationalbibliothek betreut und aktualisiert, wobei sich mehrere Bibliotheksverbünde beteiligten. Die zuständige Redaktion lag bei der Staatsbibliothek zu Berlin.
Im April 2004 enthielt die GKD über 915.000 Datensätze. Ende April 2012 ist die GKD mit einer Anzahl von 1.145.000 Datensätzen in der Gemeinsamen Normdatei (GND) aufgegangen.

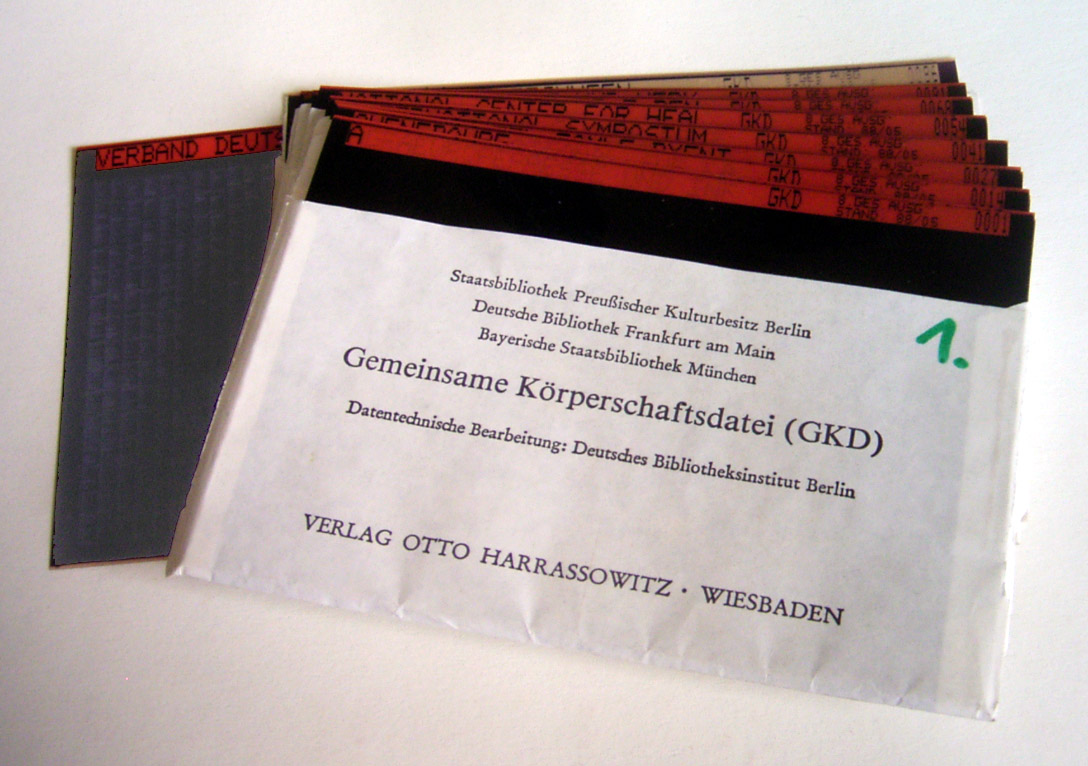
GKD auf Mikrofiche

## Struktur
Ebenso wie bei SWD und PND wurden als Regelwerk die Regeln für die alphabetische Katalogisierung (RAK-WB) angewandt. Darin ist unter anderem festgelegt, was als Körperschaft zu gelten hat. Darunter fallen unter anderem Gebietskörperschaften und Personenvereinigungen wie die Firma von Unternehmen und Vereine, aber auch Kongresse und Ausstellungen. 
Zusätzlich zu Namen (Vorzugsbenennungen und Synonyme) einzelner Körperschaften enthalten GKD-Datensätze Verknüpfungen zu übergeordneten Körperschaften sowie früheren und späteren Namen.
GKD-Datensätze werden eindeutig durch eine ID-Nummer, die GKD-Nummer identifiziert. Die GKD-Nummer besteht aus Ziffern und enthält an der letzten Stelle eine Prüfziffer, die auch 'X' (für 10) lauten kann. Die Nummernbereiche wurden nach Bibliotheksverbund in Kontingente aufgeteilt, so dass festgestellt werden kann, in welchem Verbund sie angelegt wurden.
Die GKD war für Informationssysteme in Bibliotheken (dort in der Regel über Bibliotheksverbünde) und in anderen Bereichen auf Mikrofiche erhältlich. Später wurde sie über die Normdatei-CD-ROM und über eine Z39.50-Schnittstelle vertrieben. Zum Austausch der Normdatensätzen existierte ein eigenes MAB-Format (MAB-GKD).

## Beispiel eines GKD-Datensatzes

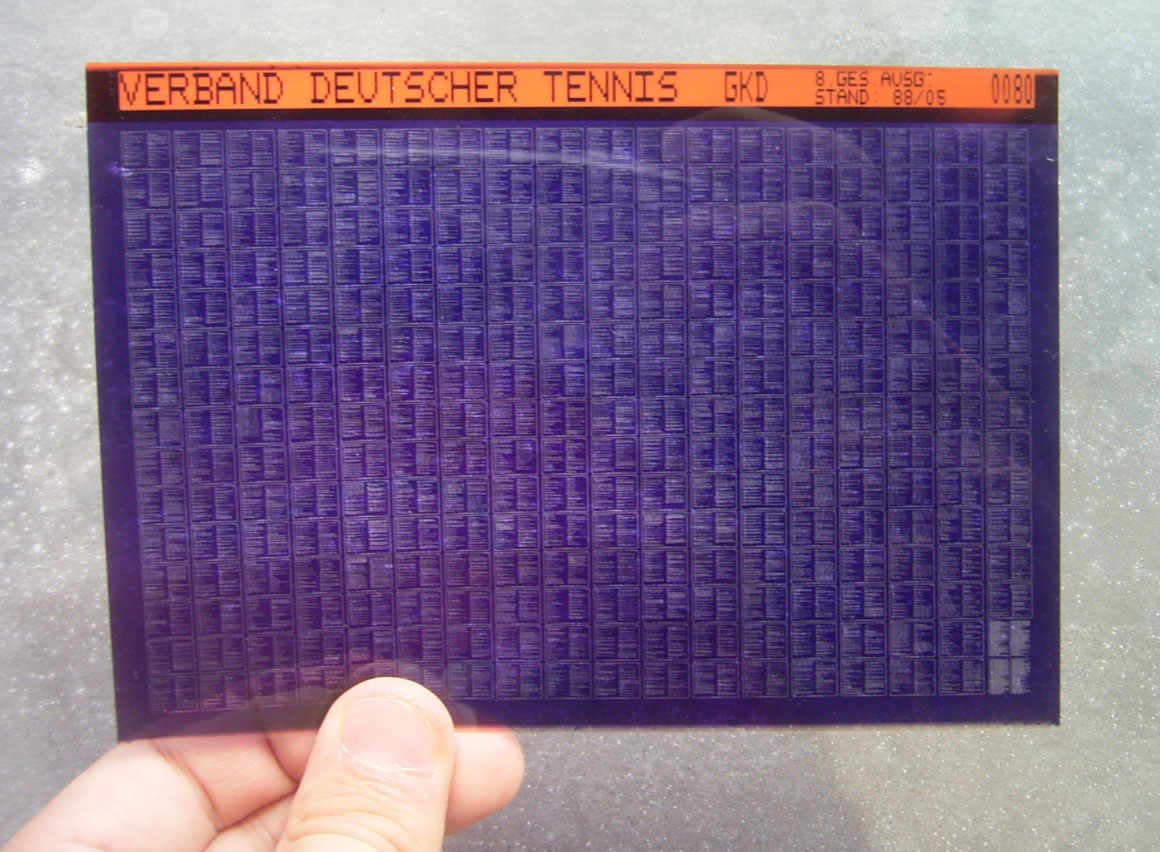
GKD auf Mikrofiche

ID-Nummer2144828-0
AnsetzungInstitut für Bibliothekswissenschaft <Berlin>
BemerkungQuelle: telM an DBL
AbkürzungIfB
Daten zur Körperschaft1. Oktober 1994 -
1. VerweisungUniversität <Berlin, Humboldt-Universität> / Institut für Bibliothekswissenschaft
2. VerweisungUniversität <Berlin, Humboldt-Universität> / Philosophische Fakultät <1> / Institut für Bibliothekswissenschaft
Früherer Name (Verweis auf einen eigenen Datensatz)Institut für Bibliothekswissenschaft und Wissenschaftliche Information <Berlin>
LändercodeXA-DE
Das Beispiel ist nicht direkt im internen PICA+ oder MAB-Format angegeben.

## Verweise zwischen GKD-Datensätzen
Die Datensätze der GKD können aufeinander durch „frühere/spätere Namen“ und „zugehörig zu“ verweisen. Das folgende Beispiel enthält einen Ausschnitt: